# Кононенко, Валерий Константинович
Кононе́нко Вале́рий Константи́нович (23 января 1943 — 1 января 2023, Минск) — доктор физико-математических наук, педагог. Профессор кафедры квантовой радиофизики и оптоэлектроники. Автор более 300 научных работ, в том числе 11 патентов, 7 книг.

## Краткая биография
С 1960 по 1965 г. — студент физического факультета БГУ.

С 1965 г. — сотрудник Института физики АН БССР.

С 1969 по 1972 г. — аспирант Института физики АН БССР.

С 1972 г. — младший, старший, ведущий научный сотрудник Института физики АНБ.

С 1993 г. — главный научный сотрудник Института физики им. Б. И. Степанова НАН Беларуси.

В 1972 г. защитил диссертацию на соискание ученой степени кандидата физико-математических наук. 

В 1980 г. — присвоено ученое звание старшего научного сотрудника по специальности «Физическая электроника, в том числе квантовая». 

В 1992 г. — защитил докторскую диссертацию по специальности «Физика полупроводников и диэлектриков» на тему «Кинетика неравновесных процессов в оптоэлектронных полупроводниковых структурах при мощном возбуждении». 

С 1996 г. — профессор кафедры квантовой радиофизики и оптоэлектроники БГУ. 

В 1997 г. — присвоено ученое звание профессора по специальности «Физика».

## Преподаваемые дисциплины
- Теория полупроводниковых лазеров
- Современные проблемы квантовой радиофизики
- Квантоворазмерные лазеры и интегрально-оптические элементы
- Основы оптических технологий для микроэлектроники

## Патенты
- Генератор радиально поляризованного лазерного излучения
- Способ определения параметра сужения запрещенной зоны полупроводника
- Пирометрический способ определения термодинамической температуры металла и устройство для его осуществления
- Прецизионный лазерный дальномер
- Полупроводниковый лазер
- Бистабильный полупроводниковый лазерный элемент

## Публикации
- Квантовая электроника: перспективные направления / И. С. Манак, В. К. Кононенко, Д. В. Ушаков и др. Минск, 2012. — 184 с.
- Kononenko V.K., Manak I.S., Ushakov D.V. Optoelectronic properties and characteristics of doping superlattices // Proc. SPIE. 1998. Vol. 3580. P. 10-27.
- Smirnov A.G., Ushakov D.V., Kononenko V.K. Multiple-wavelength lasing in one-dimensional band gap structures: implementation with active n-i-p-ilayers // J. Opt. Soc. Am. B. 2002. Vol. 19, No. 9. P. 2208‑2214.
- Tsvirko V.I., Kononenko V.K. Nonlinear refraction at gain saturation in quantum wells // Lithuanian J. Phys. 2002. Vol. 42, No. 4. P. 275‑279.
- Afonenko A.A., Kononenko V.K. Spectral line broadening in quantum wells due to Coulomb interaction of current carriers // Physica E: Low-dimensional Systems and Nanostructures. 2005. Vol. 28, No. 4. P. 556—567.
- Ushakov D.V., Kononenko V.K., Marciniak M. Nonlinearities in the reflection and transmission spectra of the photonic bandgap heterostructures with n-i-p-i crystals // Opt. Quantum Electron. 2007. Vol. 39, No. 4. P. 491—499.
- Bumai Yu.A., .Vaskou A.S., Kononenko V.K. Measurement and analysis of thermal parameters and efficiency of laser heterostructures and light-emitting diodes // Metrology and Measurement Systems. 2010. Vol. 17, No. 1. P. 39-46.